# Vincenzo Monti

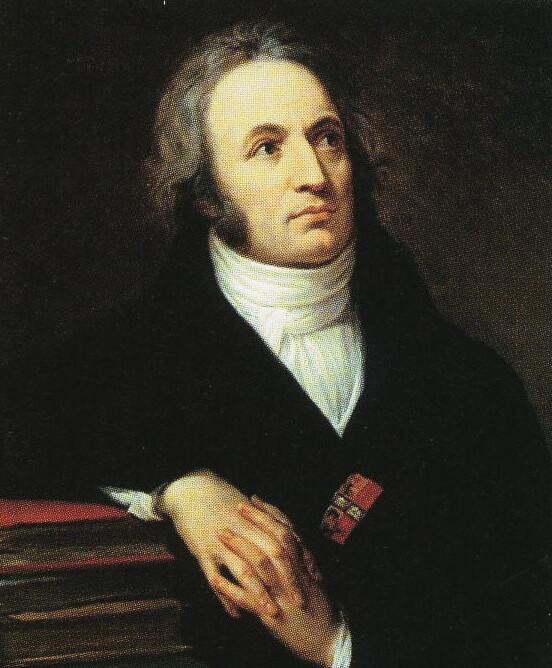
Portret van Vincenzo Monti

Vincenzo Monti (Alfonsine, 19 februari 1754 - Milaan,13 oktober 1828) was een Italiaans dichter, toneelschrijver en linguïst.
Monti vatte een studie rechten aan maar onderbrak die om naar Rome te reizen en een literaire carrière uit te bouwen. Daar werd hij een beschermeling van paus Pius VI. Zijn vroege werken waren antirevolutionair (La bellezza dell'universo (1781), Bassvilliana (1793)). Monti kwam in de ban van Napoleon en zijn werk kreeg een democratisch en antikatholiek karakter (Prometeo (1797)). Hij moest daarom in ballingschap naar Parijs vertrekken. Nadat Napoleon Italië had veroverd, bekleedde Monti tussen 1802 en 1806 hoge posten in zijn thuisland. In die periode schreef hij de tragedie Caio Gracco (1800) en het episch-lyrisch gedicht Il bardo della Selva Nera (1806), geïnspireerd op Ossian. Na de val van Napoleon sympathiseerde Monti met de Oostenrijkers en bouwde zijn neoklassiek oeuvre uit. Tegelijk schreef hij filologische en linguïstische werken en vertaalde hij Griekse en Romeinse dichters. Bekend is zijn vertaling van de Ilias.
- Biblioteca Nacional de España: XX1037531
- Bibliothèque nationale de France: cb12147554f (data)
- Catàleg d'autoritats de noms i títols de Catalunya: 981058529201906706
- CiNii: DA0575770X
- Gemeinsame Normdatei: 118784668
- International Standard Name Identifier: 0000 0001 2131 9553
- Library of Congress Control Number: n81135061
- Nationale Bibliotheek van Tsjechië: jx20070313005
- Nationale bibliotheek van Australië: 36007667
- Nationale Bibliotheek van Israël: 987007271731605171
- Nederlandse Thesaurus van Auteursnamen: 070813027
- Istituto Centrale per il Catalogo Unico: CFIV004145
- LIBRIS: 276668
- SNAC: w6446k9s
- Système universitaire de documentation: 029960843
- Trove: 1182831
- Virtual International Authority File: 315690343